# Stubbe (Slesvig)
Stubbe er navnet på et gods og en bebyggelse beliggende nord for Risby på halvøen Svansø i Sydslesvig. Administrativt hører Stubbe under Risby Kommune i Rendsborg-Egernførde kreds i den nordtyske delstat Slesvig-Holsten. I kirkelig henseende hører lokaliteten under Risby Sogn. Sognet lå i den danske periode indtil 1864 i Risby Herred (senere Svans godsdistrikt, Egernførde Herred).
Det nuværende gods går tilbage til en borg, som i senmiddelalderen tilhørte biskoppen i Slesvig (senere med sæde i Svavsted) og senere blandt andre Johann Skondelev, som imidlertid overlod den til dronning Margrethe som led i hendes bestræbelser på at genvinde kontrollen over Hertugdømmet Slesvig. Borgen blev ødelagt under kampene mellem danskerne og holstenerne i 1417, men fortsatte derefter som bispegods. I 1539 solgte biskoppen godset og omegnen til godsejeren på Sakstrup. Som led af oprettelsen af de nye adelige godser blev mange landsbyer og gårde på Svansø nedlagt og indbyggerne flyttet til godserne. Til Stubbe hørte i 1500-tallet flere besiddelser i Risby Sogn (Bystrup, Risby), Siseby Sogn (Guggelsby og Siseby) og i Borne Sogn i Angel (Kisby). Senere blev godsområdet udvidet med flere ejendomme i Siseby Sogn (Guggelsby, Bøsby, Pommerby og Simmert), i Karby Sogn (Karlbjerg og Kobberby). I en kort periode blev også Risby og Petermis lagt under Stubbe, men kom i 1632 igen under Sakstrup. Besiddelserne i Siseby blev før 1617 solgt til Binebæk gods, besiddelserne i Kisby til Lindå i Angel. Stubbe udgjorde et selvstændigt underretsdistrikt i Svans Godsdistrikt (det tidligere Risby Herred), indtil patrimonialjurisdiktionen blev afskaffet i 1853. Samme år kom godset under det nyoprettede Egernførde Herred.
Stubbe er første gang nævnt 1332 (Dipl. dan 2, 10, 405). Stednavnet henføres til oldnordisk stubbi eller stubbr (≈træstub).
Gården fungerer i dag som avlsgård, hvor der holdes f.eks. den angelske sadelsvin. Gården inkluderer en frugtplantage og en gårdbutik.